# 石圍角巴士總站
石圍角巴士總站（英語：Shek Wai Kok Bus Terminus），是香港的一個巴士總站，位於新界荃灣區東部石圍角石圍角路3號石圍角邨石菊樓對出，是一個露天巴士總站。現有3條巴士路線以該站作為總站，8條巴士路線及7條專線小巴路線途經該站對出的石菊樓中途站。該站的設計分別為一條雙坑通道及一個巴士停車灣。

## 概況
石圍角巴士總站分為兩部份：一部份為設有雙坑通道的巴士總站，該站是九龍巴士32線、過海隧道巴士936線及過海隧道巴士936A線的總站，站名為石圍角巴士總站；至於另一部份則是位處總站對出的巴士中途站，該站是九龍巴士32H線、九龍巴士32M線、九龍巴士36線、九龍巴士40P線、九龍巴士43P線、九龍巴士43X線、九龍巴士234C線及九龍巴士N36線的中途站，站名為石圍角邨石菊樓。

## 歷史
石圍角邨於1980年至1982年間落成並入伙。1981年4月9日，石圍角巴士總站正式啟用，為石圍角邨居民服務。在城門隧道建造工程期間，由於牽涉修改石圍角路的走線，該站由1988年4月9日起暫停使用，期間於象鼻山路西行近石圍角邨停車場外設置臨時總站，直至1989年12月29日恢復使用至今。

## 總站路線資料

### 九龍巴士32線
- 石圍角 ↔ 奧運站
- 提供石圍角往來奧運站的巴士服務，途經象山邨、梨木樹、北葵涌（和宜合道）、荔枝角道及旺角，於1982年5月16日起投入服務[4]。

### 九龍巴士936、936A線
936
- 石圍角 ↔ 銅鑼灣（棉花路）
- 提供石圍角往來銅鑼灣（棉花路）的巴士服務，途經梨木樹、北葵涌（石蔭、安蔭、石籬）、長沙灣、上環、中環、金鐘及灣仔，於2014年6月16日起投入服務，只於每日部份時間提供服務[5]。

936A
- 石圍角 → 銅鑼灣（棉花路）
- 為936線的特快班次，提供石圍角前往銅鑼灣（棉花路）的巴士服務，途經梨木樹、北葵涌（石蔭、石籬）、長沙灣、上環、中環、金鐘及灣仔，於2018年10月22日起投入服務，只於星期一至六上午繁忙時間提供服務[6]。

## 途經路線資料

### 巴士

#### 九龍巴士32H線
- 象山 ↔ 荔枝角
- 提供象山往來荔枝角的巴士服務，途經石圍角、仁濟醫院、楊屋道、大窩口邨、葵涌邨、葵盛圍、葵芳、荔景及瑪嘉烈醫院，於2018年4月6日起投入服務[7]。

#### 九龍巴士32M線
- 葵芳站 ↺ 象山
- 提供葵芳站往來象山的巴士服務，途經葵涌道、大窩口站及石圍角，於1988年8月1日起投入服務[8]。

#### 九龍巴士36線
- 荃灣西站 ↺ 梨木樹
- 提供荃灣西站往來梨木樹的巴士服務，先途經沙咀道、石圍角及象山邨前往梨木樹，後取道昌榮路、國瑞路及沙咀道返回荃灣西站，於1971年1月15日起投入服務。36線只於往梨木樹方向途經石圍角及象山邨，以取代該線與32B線合併後，後者原本由荃灣市中心上山方向的服務；至於落山方向則由43X線調低分段收費代替[9]。

#### 九龍巴士40P線
- 荃灣（如心廣場） ↔ 觀塘碼頭
- 提供荃灣（如心廣場）往來觀塘碼頭的巴士服務，途經荃灣站、石圍角、梨木樹、北葵涌（大白田街、石排街）、龍翔道、黃大仙、鑽石山、九龍灣、牛頭角及觀塘市中心，於2007年6月18日起投入服務[10]。

#### 九龍巴士43P、43X線
43P
- 荃灣西站 ↔ 香港科學園
- 為43X線的輔助路線，提供荃灣西站往來香港科學園的巴士服務，途經荃灣市中心、石圍角、城門隧道及馬料水，於2006年6月16日起投入服務，只於星期一至六繁忙時間提供服務[11]。

43X
- 馬鞍山（耀安） ↔ 荃灣西站
- 提供馬鞍山（耀安）往來荃灣西站的巴士服務，途經頌安邨、欣安邨、大水坑（錦泰苑、富安花園）、亞公角、石門、城門隧道、石圍角及荃灣市中心，於1990年5月1日起投入服務[12]。

#### 九龍巴士234C線
- 深井 ↔ 觀塘（翠屏北邨）
- 提供深井往來觀塘（翠屏北邨）的巴士服務，途經麗城花園、石圍角、梨木樹、北葵涌（青山上路）、龍翔道、九龍灣、牛頭角及觀塘市中心，於2013年8月24日起投入服務，只於星期一至六上午及星期一至五下午繁忙時間提供服務[13]。

#### 九龍巴士N36線
- 荃灣站 ↺ 梨木樹
- 提供荃灣站往來梨木樹的巴士服務，途經石圍角，於2015年12月29日起投入服務，只於深宵時間提供服務[14]。

### 小巴

#### 新界區專線小巴81、81M線
81
- 荃灣（兆和街） ↔ 圓玄學院[15]

81M
- 荃灣（兆和街） ↔ 石圍角[16]

#### 新界區專線小巴82線
- 荃灣（兆和街） ↔ 城門水塘[17]

#### 新界區專線小巴82M線
- 荃灣（兆和街） ↔ 象山邨[18]

#### 新界區專線小巴94線
- 石圍角 ↔ 葵盛圍[19]

#### 新界區專線小巴94S線
- 荃灣（海貴路） ↔ 城門水塘[20]

#### 新界區專線小巴312線
- 青衣站 ↔ 梨木樹[21]

## 事件

### 九巴棄置雜物於巴士總站
2015年6月25日，有居民因不滿九巴棄置鐵箱等雜物在巴士總站，所以向九巴投訴，而在事後九巴已安排外勤人員檢視，並已清理及移走有關物品。

## 車坑分佈
| 車坑分佈（以入口最左邊起計） | 車坑分佈（以入口最左邊起計） | 車坑分佈（以入口最左邊起計）           |
| 車坑編號                     | 車坑數目                     | 路線                                   |
| ---------------------------- | ---------------------------- | -------------------------------------- |
| 1                            | 雙坑通道                     | 32、936、936A                          |
| 2                            | 巴士停車灣                   | 32H、32M、36、40P、43P、43X、234C、N36 |

## 外部連結
- 荃葵青交通總站巡禮 - 石圍角 （页面存档备份，存于）